# Граната

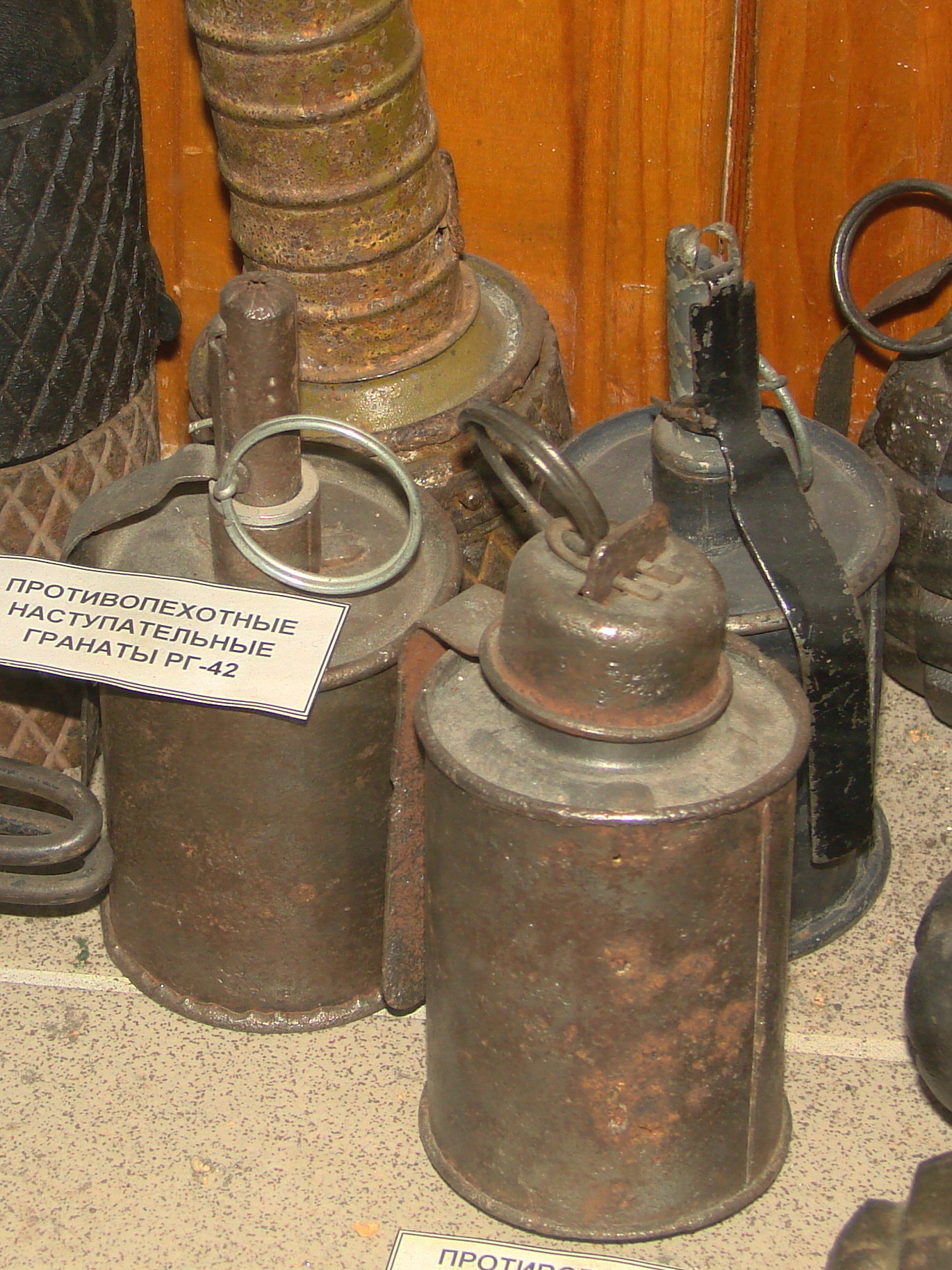
РГ-42 — осколкова граната наступальної дії

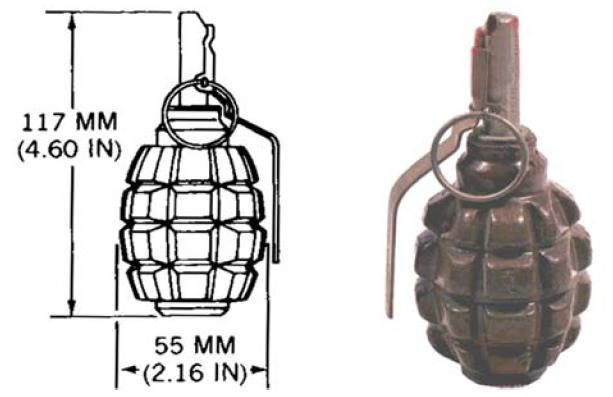
Ручна осколкова граната Ф-1

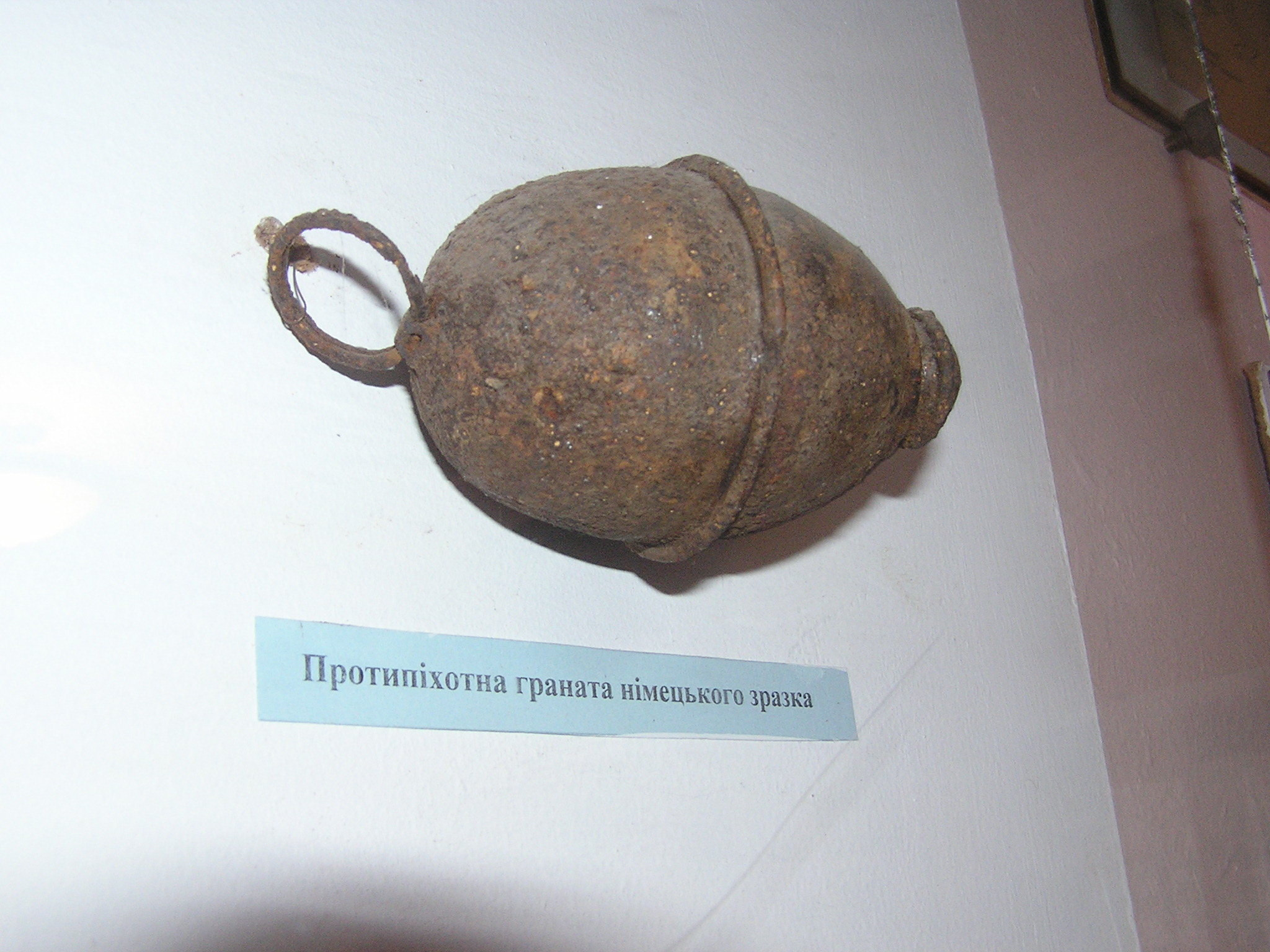
Протипіхотна граната німецького зразка періоду ІІ світової війни, експонат музею історії Трускавця

Грана́та — один з видів вибухової зброї, призначений для ураження живої сили і бойової техніки супротивника уламками й ударною хвилею, що утворюються від вибуху.

## Історія
Слово граната походить від нім. Granate чи італ. granata («гранат») і пов'язана з тим, що плоди цієї рослини нагадували розривні метальні снаряди формою та червоними зернами, які нагадували шрапнелеві шматки гранати після вибуху.
Перші гранати з'явилися у Китаї під час правління династії Сун (960—1279). Вони були керамічними глечиками з порохом, які солдати кидали в бік противника. В Європі гранати почали використовувати при облозі фортець у 16 сторіччі. У 17 сторіччі були створені особливі загони гренадерів, які займалися закидуванням гранат на позиції противника.
У Російській імперії кінця XIX — початку XX «гранатами» називали порожнисті артилерійські снаряди вагою менш ніж 1 пуд.

## Класифікація
Розрізняють декілька типів гранат:
- Ручна граната (для метання рукою)
- Гранатометна граната, які вистрілюються із спеціальних пристроїв — гранатометів;
- Гвинтівкова граната, які вистрілюються за допомогою особливої насадки або мортирки;
- Артилерійська граната, вид боєприпасу до артилерійської системи.
- Газова граната, на озброєнні спецпідрозділів.

За призначенням гранати розподіляються на:
- протитанкові (фугасні, кумулятивні),
- протипіхотні (осколкові, уламково-фугасні),
- запалювальні,
- гранати спеціального призначення (димові, освітлювальні, сигнальні, світлозвукові тощо).

Гранати також класифікують за принципом детонації. Динамічна (детонація при ударі в ціль) і із затримкою (детонація детонатором із заданою затримкою). Підрив із затримкою здійснюється висмикуванням запобіжної чеки та відпуску скоби — спрацьовує зведений заздалегідь пружинний механізм, і бойок з силою б'є по капсулю з чутливої до ударів речовини (за аналогією з утворенням пострілу з ручної вогнепальної зброї). Вибухаючий капсуль запалює порох в тонкій запальній трубці. Порох горить зі швидкістю приблизно 1 см на секунду і не вимагає кисню, тому граната може вибухнути й під водою. Коли вогонь в запальній трубці досягає детонатора, той вибухає і викликає детонацію вибухової речовини, якою споряджена граната. Залежно від конструкції, запал гранати містить запальну трубку з капсулем і детонатором, а також може містити пружинний механізм з бойком, чекою і спусковою скобою.

## Тактико-технічні характеристики
|                                    | РГД-5        | РГ-42        | РГН                 | Ф-1          | РГО                 | РКГ-3Е                   |
| ---------------------------------- | ------------ | ------------ | ------------------- | ------------ | ------------------- | ------------------------ |
| Тип гранати                        | Наступальна  | Наступальна  | Наступальна         | Оборонна     | Оборонна            | Протитанкова             |
| Характер бойової дії               | Осколкова    | Осколкова    | Осколкова           | Осколкова    | Осколкова           | Кумулятивний спрямований |
| Принцип дії механізму гранати      | Дистанційний | Дистанційний | Ударно-дистанційний | Дистанційний | Ударно-дистанційний | Ударний                  |
| Час горіння запалу, с              | 3,2-4,2      | 3,2-4,2      | Миттєве (3,2-4,2)   | 3,2-4,2      | Миттєве (3,2-4,2)   | Миттєве                  |
| Радіус убивчої дії, м              | до 25        | до 25        | до 25               | до 200       | до 200              | -                        |
| Маса зарядженої гранати, г         | 310          | 420          | 310                 | 600          | 565                 | 1070                     |
| Середня дальність кидка гранати, м | 40-50        | 30-40        | 40-50               | 35-45        | 35-45               | 15-20                    |
| Маса ящика з гранатами, кг         | 14           | 16           | 14                  | 20           | 20                  | 24                       |
| Кількість гранат і запалів у ящику | 20           | 20           | 20                  | 20           | 20                  | 12                       |